# Derambila idiosceles
Derambila idiosceles är en fjärilsart som beskrevs av Turner 1930. Derambila idiosceles ingår i släktet Derambila och familjen mätare. Inga underarter finns listade i Catalogue of Life.